# Betamorpha megista
Betamorpha megista là một loài chân đều trong họ Munnopsidae. Loài này được Thistle & Hessler miêu tả khoa học năm 1977.